# ともとものヤギさん、おいで〜♪
『ともとものヤギさん、おいで～♪』（ともとものやぎさんおいで～）は、2008年4月7日からTBS RADIO podcasting954で放送していたラジオ番組である。パーソナリティは製作当時AKB48のメンバーだった板野友美と河西智美。

## 概要
ポッドキャスト番組ではあったが、AKB48のメンバー（当時）による初の冠ラジオ番組としてスタート。コンセプトは「学校帰りにの女子トーク」。ちなみに番組タイトルにある「ヤギさん」とは、当時二人を担当していたホリプロの金成雄文マネージャーのことである。

## 番組の特徴と推移
開始当初は同じホリプロ所属の大島麻衣や構成作家の細田マサシが加わるなどしていたが夏頃より二人体制が定着。

番組初年度の2008年4月、8月、12月の3度に渡って赤坂サカスのステージでリスナー公開イベント「聴きたい人おいで～」を開催。歌と握手会に加え公開コントを行うなど今では考えられないイベントを実施。
通常放送内でも「AKBがもう一度紅白に出るためには」「東京ドームでライブをするのと海水浴に行くのはどっちを選ぶ」「どうしたら社会現象を起こせるか」など後年の状況を暗示しているような内容のトークもしている。
2010年後半頃より更新がまちまちとなり、その後タイトルを「T2 stream」に変更して有料コンテンツ（配信元を「らじこん」に変更）に移行したが、一度更新したのみ（13回分を一括配信）で2010年9月より更新は停止。らじこんは2015年、podcasting954は2016年にそれぞれ終了しているが、当番組の配信自体は2015年以前に終了した。

## コーナー
- オープニング
- ともとも遺伝人
- 爆笑トライブ
- メールコーナー

## スタッフ
- 構成作家：細田マサシ
- ディレクター：小池貴久
- プロデューサー：北山有一郎